# Constance Tipper
Constance Fligg Elam Tipper (6 de febrero de 1894-14 de diciembre de 1995) fue una metalúrgica y cristalografa británica.

## Origen
Constance Tipper, hija de un cirujano, comenzó su educación en St Felix, de donde fue la primera mujer que obtuvo un Natural Science Tripos de la Universidad de Cambrigde. En 1915 marchó al Departamento de Metalurgia del Laboratorio Nacional de Física, en Teddington, de donde, al año siguiente, pasó a la Royal School of Mines en Kensington, donde obtuvo el cargo de ayudante de investigación de Sir Harold Carpenter y desarrolló un método para la fabricación de cristales metálicos. En 1929 se estableció en Cambrigde, donde continuaría su carrera durante más de 30 años.

## La fractura frágil en aceros
Constance Tipper se especializó en la investigación de la resistencia de los metales y su efecto en los problemas de ingeniería. Durante la Segunda Guerra Mundial, Lord Baker le asignó la investigación sobre las causas de la fractura frágil en los barcos de la clase Liberty. Estos barcos se construyeron en gran número en los Estados Unidos entre 1941 y 1945, y fueron los primeros barcos de transporte fabricados usando únicamente soldaduras. El transporte de suministros a los frentes de la guerra dependía de estos barcos, además de actuar como barcos hospital, talleres de reparación y transporte de tanques. Se estaban perdiendo demasiados en alta mar, con todo su cargamento, debido a grandes grietas que llegaban a propagarse a lo largo de todo el casco.
Tipper estableció que las fracturas no se producían por culpa de las soldaduras, sino por las propiedades del acero en sí. Demostró que existe una temperatura crítica por debajo de la cual el modo de fractura del acero cambia de dúctil a frágil. Como los barcos en el Atlántico Norte se veían sometidos a bajas temperaturas, eran susceptibles a la rotura frágil. Las grietas de fatiga se podían extender a lo largo de las juntas de soldadura que unían las placas del casco de los barcos, en vez de pararse en los bordes de las placas unidas entre sí mediante remaches, como los que se habían fabricado anteriormente.
En 1949 Tipper fue designada Lectora y se convirtió en la única mujer miembro a tiempo completo de la Facultad de Ingeniería de la Universidad de Cambridge.
Fue la primera persona que usó un microscopio electrónico de barrido (SEM) para examinar las superficies de las fracturas metálicas. Utilizó un microscopio electrónico de barrido construido por Charles Oatley y su equipo, el segundo SEM jamás construido.
Desarrolló el "test de Tipper", usado para la determinación de la fragilidad en aceros.
Se retiró en 1960 y su centésimo cumpleaños en 1994 se celebró en el Newnham College plantando el Árbol de Tipper, un castaño.

## Obras
- "The Production of Single Crystals of Aluminium and their Tensile Properties" (con H. C. H. Carpenter). Proceedings of the Royal Society of London(1921).
- Deformation of Metal Crystals (1935).
- The Brittle Fracture Story (1962).